# Friedrich August von Qualen
Friedrich August von Qualen (* 23. Mai 1747; † 20. März 1805 in Rostock) war Gutsherr auf Westensee und Eschelsmark in Schleswig-Holstein sowie auf Brunsdorf und Kanneberg bei Marlow in Mecklenburg und königlich-dänischer Landrat. 

## Leben
Friedrich August von Qualen war der Sohn des königlich-dänischen Oberstleutnants Johann Rudolf von Qualen (1714–1783) aus der uradeligen holsteinischen Familie Qualen und der Rebecca Elisabeth (1710–1779), geb. von Kuhlmann.  
Nach einer militärischen Ausbildung im königlich-dänischen Leibregiment Dragoner, studierte er 1764 an der Christian-Albrechts-Universität zu Kiel Rechtswissenschaften und wechselte 1767 an die Universität zu Jena. Durch seine Heirat mit Magdalena Wilhelmina Karoline von Rumohr am 6. März 1770, die von ihrem 1768 ertrunkenen Halbbruder Otto von Rumohr das Gut Westensee geerbt hatte, wurde Qualen Guts- und Patronatsherr auf Westensee und im selben Jahr von König Christian VII. zum dortigen Landrat berufen.
Nach der Demissionierung des dänischen Außenministers und Direktors der deutschen Kanzlei Andreas Peter von Bernstorff und der Machtübernahme durch Ove Høegh-Guldberg für den geisteskranken König 1780 brachen in Kopenhagen unruhige Zeiten an, in denen sich Qualen entschloss, sein Gut Westensee 1783 an Georg Friedrich Pauly, Vater des Verwaltungsjuristen Friedrich Seestern-Pauly zu verkaufen und auf das Landratsamt zu verzichten. 1786 erwarb er Gut Eschelsmark. Doch schon 1792 kehrte er den Herzogtümern Schleswig und Holstein endgültig den Rücken, Gut Eschelsmark wurde parzelliert und Qualen ließ sich in Mecklenburg nieder, wo er bis zu seinem Tode 1805 als Erbherr auf Brunsdorf und Kanneberg lebte. 

## Familie
Aus seiner ersten Ehe mit Magdalena von Rumohr gingen zwei Söhne hervor: Johann Detlev (1775–1824), der Oberstleutnant und Chef des 1. dänischen Bataillons wurde und mit der jüngeren Schwester Friedrich Seestern-Paulys, Juliane Auguste von Seestern-Pauly (1793–1880) verheiratet war, und der dänische Minister und Gesandte Rudolf Anton Ludwig von Qualen (1778–1830). Die Ehe von Friedrich wurde jedoch 1794 geschieden und er heiratete im selben Jahr Elisabeth von Freiburg, aus der 1803 seine Tochter Margarethe hervorging. 
Siehe auch: Qualen (Adelsgeschlecht)